# Knut Lunde
Knut Lunde (ur. 22 lutego 1905 r. w Asker – zm. 31 maja 1960 r. w Arendal) – norweski dwuboista klasyczny, brązowy medalista mistrzostw świata.

## Kariera
Największy sukces w swojej karierze osiągnął na mistrzostwach świata w Oslo w 1930 roku, gdzie rywalizację w kombinacji norweskiej zdominowali reprezentanci gospodarzy. Lunde zajął tam trzecią pozycję, ustępując tylko dwóm rodakom: zwycięzcy Hansowi Vinjarengenowi oraz srebrnemu medaliście Leifowi Skagnæsowi. Lunde wyraźnie przegrał z oboma tymi zawodnikami, a w walce o brązowy medal wyprzedził kolejnego Norwega, Pedera Belguma o zaledwie 0.08 punktu. Był to jego jedyny sukces na arenie międzynarodowej.

## Osiągnięcia

### Mistrzostwa świata
| Miejsce | Dzień     | Rok  | Miejscowość | Konkurencja   | Czas biegu | Strata     | Zwycięzca        |
| ------- | --------- | ---- | ----------- | ------------- | ---------- | ---------- | ---------------- |
| 3.      | 27 lutego | 1930 | Oslo        | Indywidualnie | 446,00 pkt | -17,92 pkt | Hans Vinjarengen |